# Sutera

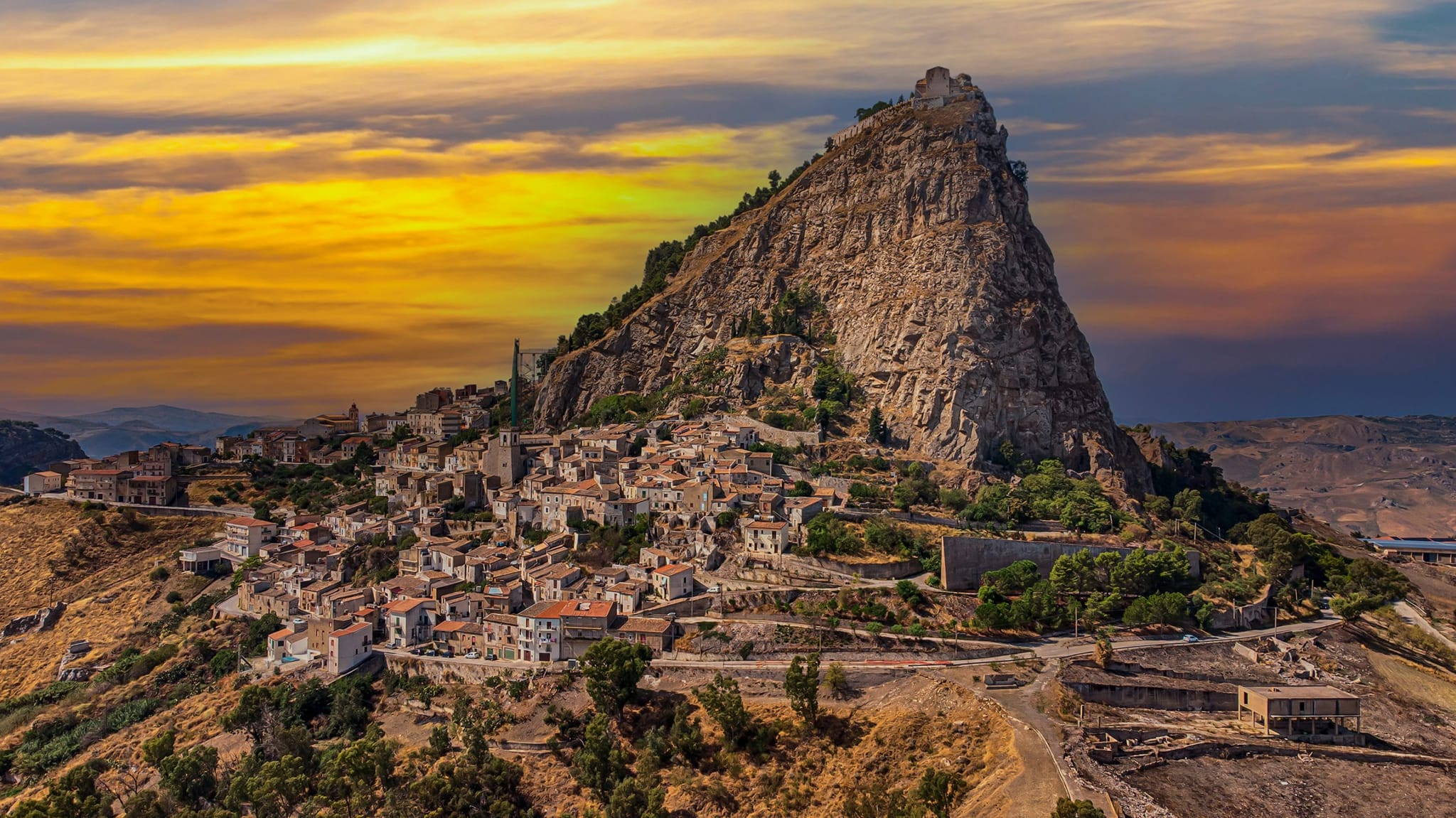
Tramonto a Sutera

Sutèra (Sutera in siciliano) è un comune italiano di 1 143 abitanti del libero consorzio comunale di Caltanissetta in Sicilia.

## Geografia fisica
Il centro urbano, di impianto medievale, è costituito dai tre quartieri Rabato, Rabatello e Giardinello e si snoda in maniera armonica e naturale attorno alla montagna di San Paolino (820 m).

## Origini del nome
Il toponimo potrebbe derivare dal greco bizantino Sotéra, accusativo di Σωτήρ, Sotér, "salvatore", appellativo forse dovuto all'imponenza del monte o alle fortificazioni di epoca bizantina; secondo un'altra ipotesi potrebbe invece derivare da Sotéira, "colei che salva", in riferimento alla dea greca Artemide, il cui culto si sarebbe sviluppato in prossimità dell'attuale città intorno al VI secolo a.C.

## Storia
L'area è abitata sin dal VII secolo a.C., come dimostra il ritrovamento, a pochi chilometri dall'odierno centro urbano, di sepolture pre-elleniche attribuite a un villaggio sicano. Tra il IV e il VI secolo il luogo potrebbe essere stato inoltre frequentato da monaci basiliani di rito bizantino, come testimoniano le tracce di affreschi (chiamate localmente figureddi) visibili in un'antica tomba sicana successivamente adibita a cappella, in località San Marco.
La presenza di un abitato fortificato è attestato in maniera certa nelle fonti scritte nel pieno periodo della conquista araba della Sicilia quando vengono citati alcuni castelli dell'isola come Platani, Caltavuturo, Caltabellotta e Sutera, già assoggettati al loro tributo, che nel 860 accennano ad una rivolta contro i musulmani ma che fu subito duramente domata (Amari M. "Storia dei Musulmani in Sicilia", I, p.334). Con la dominazione araba nacque il nucleo iniziale del borgo odierno ai piedi del monte, il quartiere denominato Rabato che tuttora mantiene il suo impianto urbanistico tipicamente arabo.
Con la conquista normanna e il successivo periodo Svevo, si ebbe un'espansione dell'abitato verso il quartiere Giardinello. Nel 1325 gli Aragonesi la infeudarono e passò prima nelle mani di Ruggero di Scandolfo (o di Scanne), poi ai baroni Chiaramonte, con Giovanni III conte di Caccamo e infine ai Moncada; nel 1398 il borgo ritornò al demanio della corona di Sicilia. Nel 1535 l'imperatore Carlo V la vendette e per un breve periodo fu nuovamente un feudo nelle mani di Girolamo Bologna, conte di Capaci, da cui i suteresi si affrancarono autotassandosi e rendendo il paese definitivamente demaniale nel 1560.
Nel 1905 fu colpito da una frana staccatasi dal monte san Paolino, che danneggiò gravemente l'abitato. La frana, che causò un morto e venti feriti, durò dal 20 al 24 settembre, abbattendosi sul quartiere Giardinello, che fu completamente evacuato, e i suoi abitanti sfollati negli istituti religiosi di Campofranco e Milocca.

### Simboli

Lo stemma nella versione usata dal Comune, con le vestigia del capo del Littorio

Lo stemma comunale, riconosciuto con decreto del capo del governo del 18 novembre 1934, presenta la seguente blasonatura:
Il motto riportato in un cartiglio sotto lo scudo si può tradurre come "Sutera città importante sebbene molto piccola". Data l'epoca in cui fu concesso, lo stemma era integrato dal capo del Littorio; avendo tale elemento un fondo rosso, e siccome l'araldica non disciplina le nuance delle tinture, la divisione tra "stemma effettivo" e capo venne talvolta a mancare. Nel secondo dopoguerra il capo venne abolito, ma dallo stemma ci si limitò a rimuovere il solo fascio littorio, lasciando invece il serto vuoto che lo conteneva, sebbene la legge ne prevedesse la completa eliminazione.
Il gonfalone in uso è un drappo di rosso, caricato al centro di un rettangolo di bianco in cui è riprodotto lo stemma comunale.

## Monumenti e luoghi d'interesse

### Architetture religiose
- Duomo di Maria Santissima Assunta, nel quartiere del Rabato, edificata nel 1370 da Giovanni III Chiaramonte su primitivo impianto di moschea del IX secolo.[senza fonte] https://www.itinerastudioassociato.it/chiesamadresutera
- Chiesa di Sant'Agata, realizzata nel XV secolo, che si apre su un'ampia gradinata, che precede un interno a tre navate, con volte a botte;[6] annesso vi è il monastero delle religiose dell'Ordine benedettino.
- Chiesa di San Giovanni Battista.
- Ex Chiesa di Maria Santissima degli Agonizzanti, del XVII secolo; oggi restaurata e trasformata in Auditorium Comunale e sede del Consiglio Comunale.
- Chiesa di Maria Santissima del Carmelo (o del Carmine), eretta nel 1934[6] su un precedente impianto del 1185, già primitiva chiesa dell'Annunziata, e adiacente convento dei religiosi gerosolimitani carmelitani del 1664. All'interno è custodita un'acquasantiera in marmo del Cinquecento. Nella navata destra della chiesa vi sono alcune sepolture della famiglia Salamone mentre al centro di detta navata vi è la statua marmorea della Madonna del Soccorso, opera attribuita a Bartolomeo Berrettari e datata 1503, commissionata da Francesco Salomone, cavaliere ritornato vittorioso da Barletta (si veda disfida di Barletta)
- Cappella rupestre di San Marco
- Chiesa Santa Maria di Gesù (extraurbana)
- Santuario diocesano di San Paolino e convento settecentesco dei religiosi filippini, ubicato sulla vetta di monte San Paolino raggiungibile a piedi tramite una scalinata e, in futuro, anche tramite un ardito ascensore panoramico in vetro-acciaio, già realizzato. Il santuario sorge sui ruderi di un vecchio castello del 1370;[6] nella navata destra del santuario sono custodite due raffinate urne in oro e argento che custodiscono le reliquie dei santi compatroni Paolino, Onofrio e Archileone.)

### Architetture civili
- Ruderi del Palazzo Salamone (qui ebbe i natali Francesco Salamone, uno dei tredici cavalieri della disfida di Barletta del 13 febbraio 1503); rimangono solamente i muri perimetrali (per una parte della loro altezza) e parte di quelli interni, costituiti entrambi da malta e da pietra di gesso. Una lapide apposta nel 1903 commemora i 400 anni dalla celeberrima battaglia ricordando così ai passanti l'evento e la connessione con il monumento.

### Aree naturali

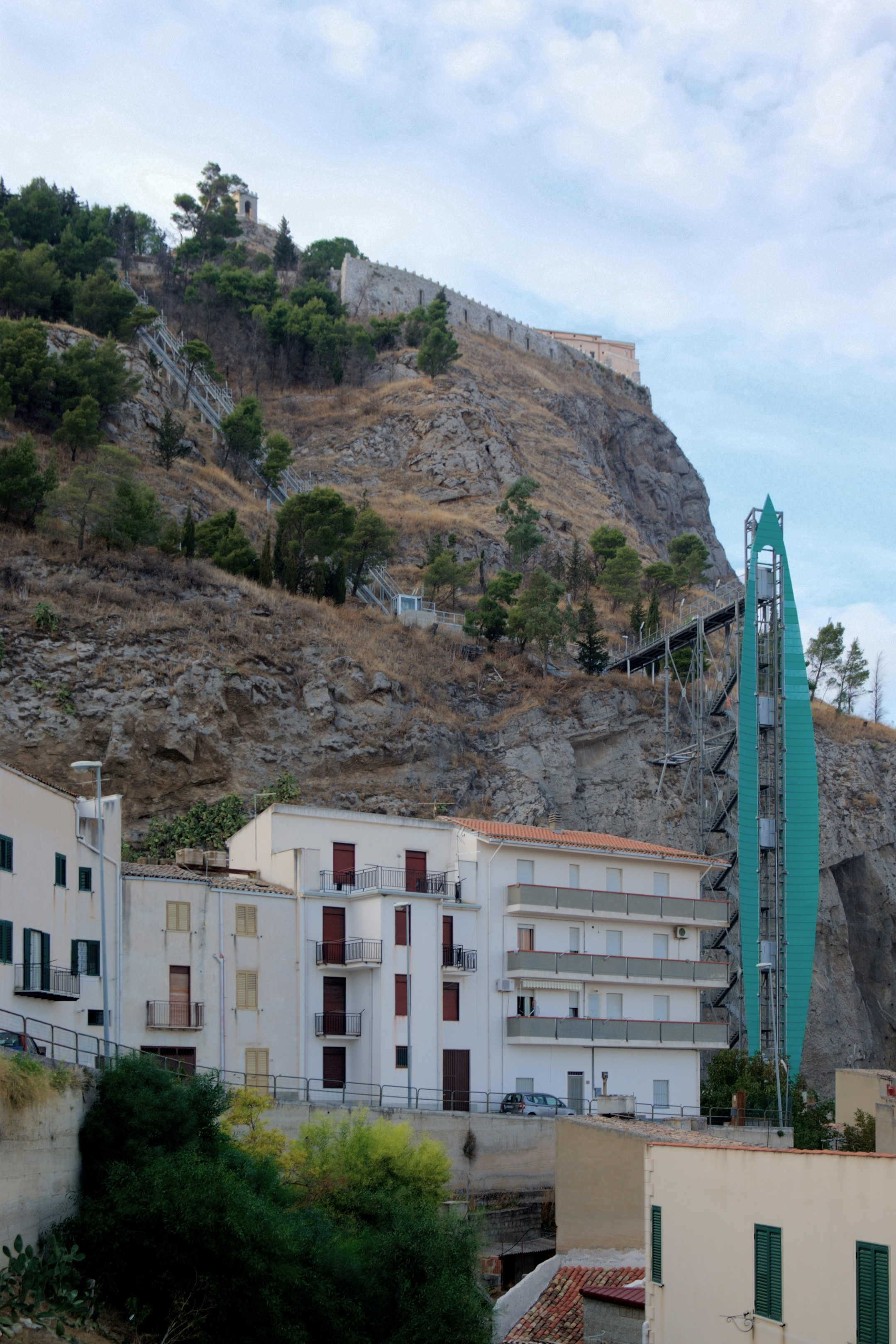
Monte san Paolino con l'ascensore panoramico

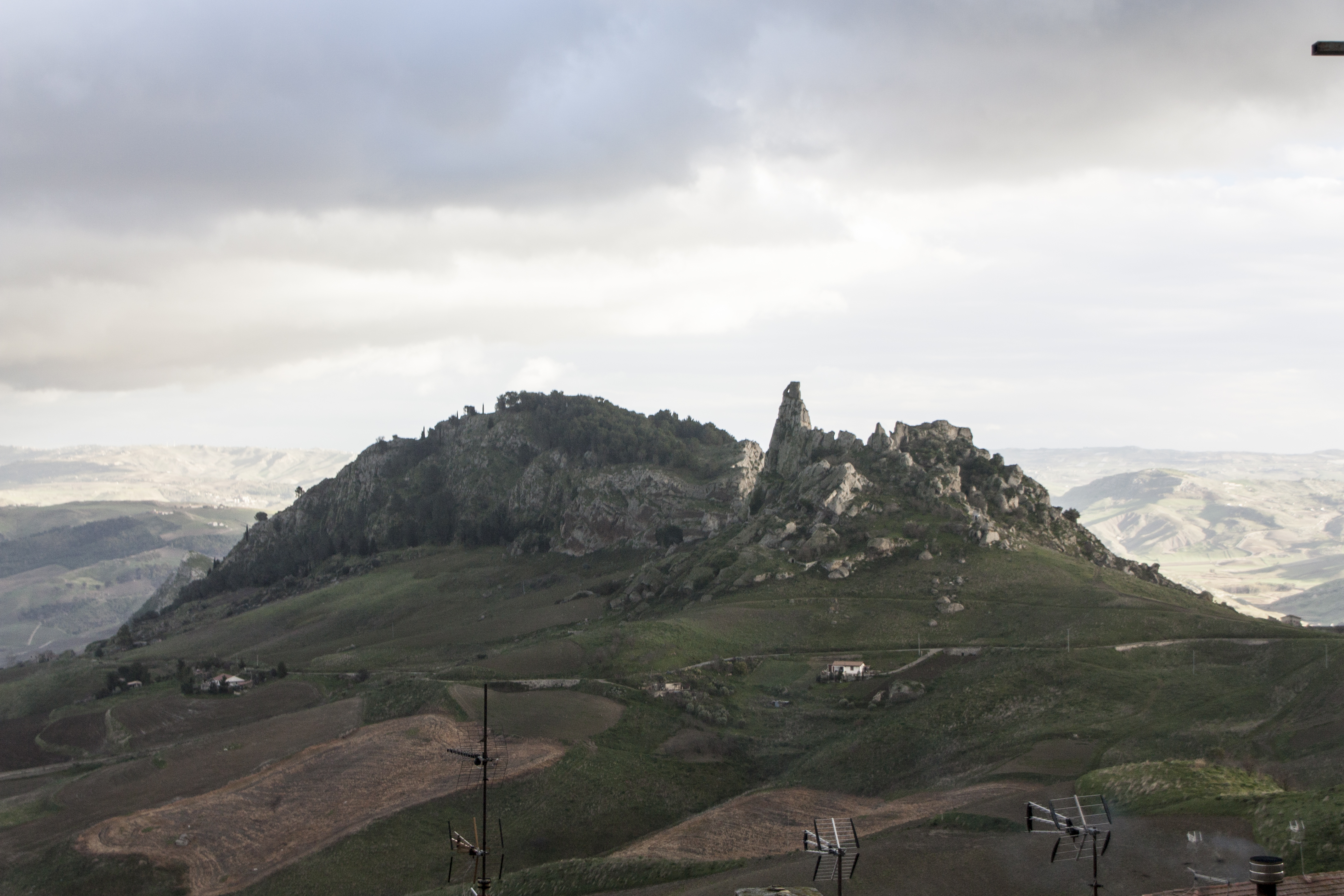
Il Colle San Marco

- Montagna di San Paolino: si tratta di una grande roccia monolitica gessosa sulla cui vetta vi è il santuario omonimo in cui vengono custodite, in due antiche urne, le reliquie dei santi compatroni del paese: San Paolino, Sant'Onofrio e Sant'Archileone. Per la festa di Sant'Onofrio, la prima domenica di agosto, e per quella di San Paolino, il martedì dopo Pasqua, la popolazione si reca in pellegrinaggio in cima al monte. La montagna avvolta da una pineta, da anni è diventata parco, e in una zona adiacente al santuario accoglie anche una piccola area per barbecue. Per raggiungere il santuario situato in cima è stato costruito il cosiddetto "ascensore di San Paolino", esile e audace struttura in vetro e acciaio già ultimato ma mai attivato.[11]
- San Marco: collina gessosa, tipica roccia locale, caratterizzata da guglie, anfratti naturali e vegetazione spontanea tipica del luogo. Il terreno è ricco di frammenti ceramici a testimonianza di antiche frequentazioni del luogo mentre degna di nota è una nicchia definita "bizantina" in cui si possono ammirare degli affreschi di immagini sacre che purtroppo il tempo sta deteriorando.
- Santa Croce: collinetta avvolta da una pineta, così denominata poiché sulla cima svetta una grande croce.[12]
- La Jacca: collinetta adiacente all'area di Santa Croce, particolarmente indicata per il trekking, la corsa o delle semplici passeggiate. Deve il nome alla fenditura (Jacca significa "spaccatura") che divide la collina in due porzioni distanziate parecchie decine di metri l'una dall'altra ma tra loro combacianti. La leggenda vuole che tale squarcio si formò nel momento in cui Gesù morì in croce).[12]
- Tappa della Magna Via Francigena, un tratto di viabilità storica siciliana che collegava Palermo con Agrigento.

## Società

### Evoluzione demografica
Abitanti censiti

## Cultura

### Museo etno-antropologico

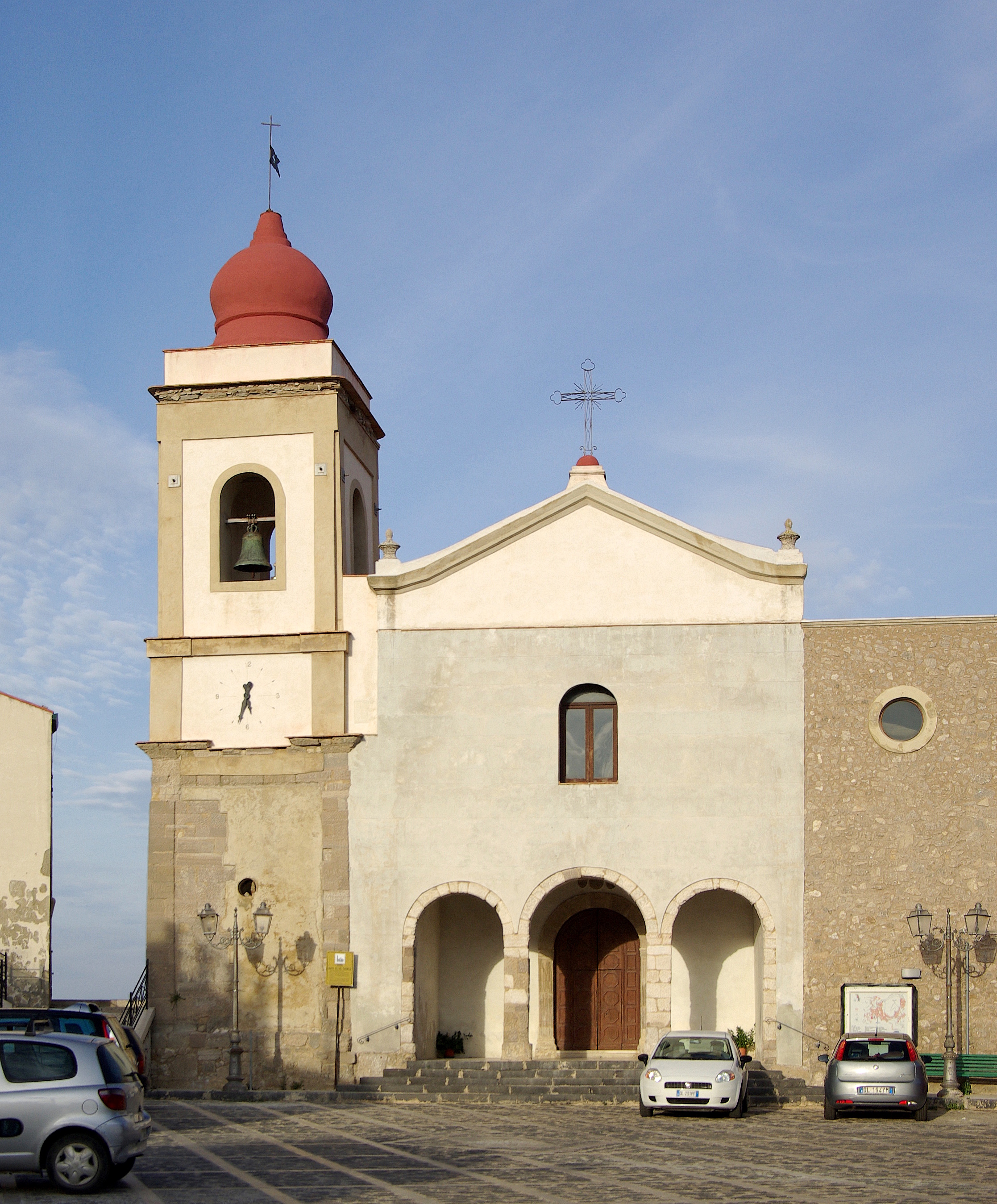
Chiesa di Maria Santissima del Carmelo

Il museo etno-antropologico approfondisce la composizione sociale del piccolo comune dell'entroterra siciliano, in un territorio caratterizzato dal latifondo feudale e dalla coltivazione cerealicola estensiva. Il museo, con la sua struttura ricavata nel piano terra dell'antico convento dei Padri carmelitani, espone gli arnesi delle attività agricole e artigiane in ambienti di vita domestica con le suppellettili tipiche di fine Ottocento.
Il museo conserva anche i manifesti e i dépliant dei concerti che ad inizio Novecento diresse don Paolino Pillitteri (il sacerdote compositore musicista del paese), nonché quelli che accompagnarono gli emigranti lungo il cammino verso le Americhe (primo Novecento) e verso il Nord Italia e l'Europa (anni sessanta); espone inoltre una raccolta di immagini a stampa riproducenti soggetti religiosi. 
Il museo, dal mese di ottobre del 2003, è stato oggetto di tutela da parte dell'assessorato per i Beni culturali e ambientali e per la pubblica Istruzione della regione Siciliana, che ha ritenuto la raccolta etnografica, composta da oggetti di cultura materiale, documenti e strumenti di lavoro, nonché stampe popolari a carattere religioso, caratteristiche della cultura contadina e dei mestieri tradizionali, di rilevante interesse etno-antropologico.

### Cinema
Nel 1987 il regista statunitense Michael Cimino girò a Sutera parte del suo film Il siciliano, che narra la storia del bandito Salvatore Giuliano (interpretato da Christopher Lambert). Teatro delle riprese furono in particolare piazza Sant'Agata, il Municipio, via Roma e zone di campagna circostanti.

## Geografia antropica

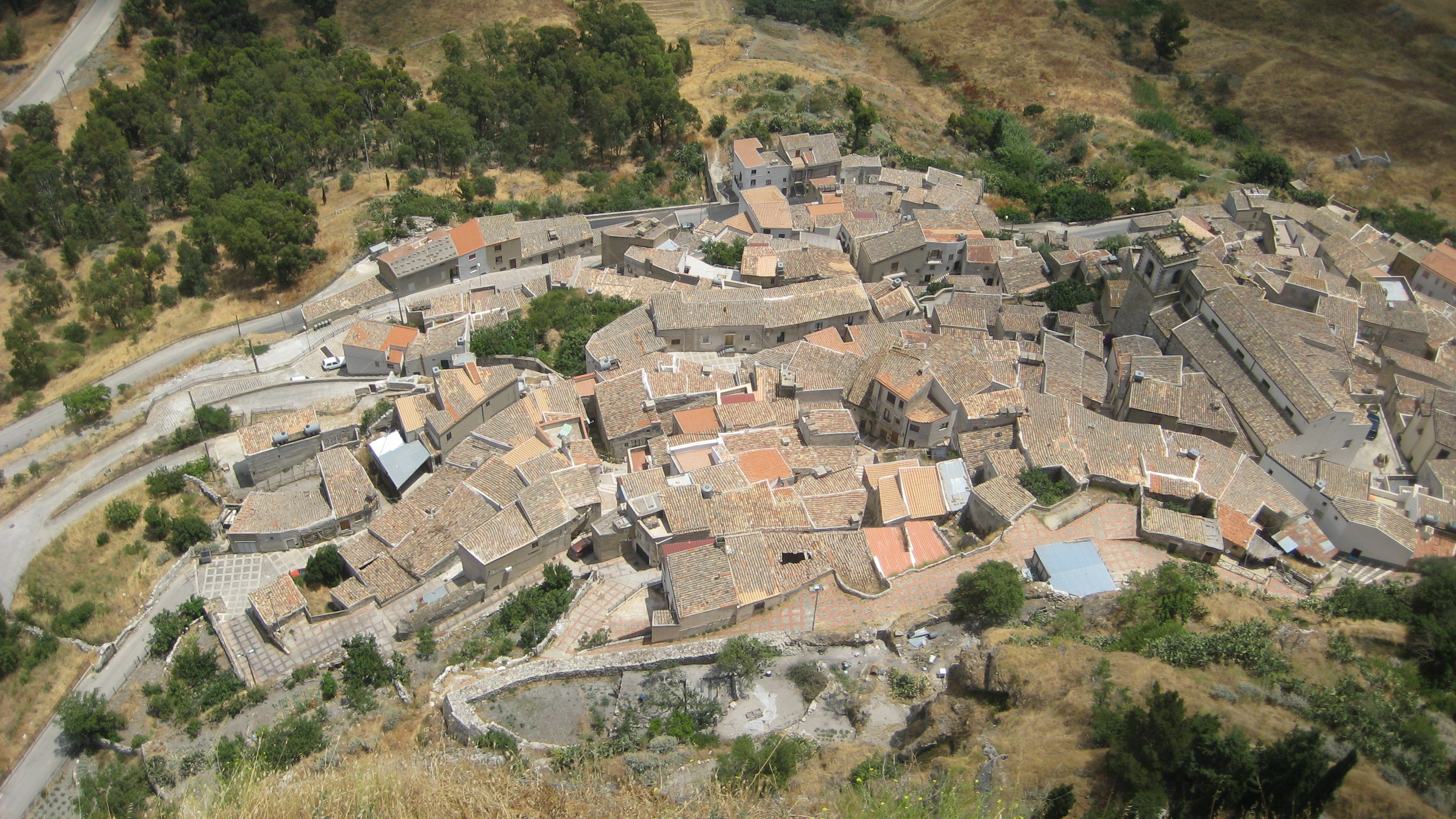
Il Rabato

Il quartiere del Rabato è caratterizzato da antiche case di gesso.

## Economia
Nel paese vengono coltivati mandorle, olive e grano e vengono prodotti formaggi e miele, e sono inoltre presenti attività di allevamento di ovini e bovini. 
Sono state a lungo in funzione, in località Cimicia, alcune solfare (Tenuta, Zorra di Martino e Abate Figlia) di proprietà dei Padri Benedettini di Palermo. La Miniera di zolfo "San Paolino" è stata attiva dal 1902 al 1905; è stata chiusa a causa della frana del costone del Monte San Paolino nella notte tra il 19 e il 20 settembre del 1905.
La cittadina è una delle tappe della Magna Via Francigena, antico itinerario che già nell'XI secolo collegava Palermo ad Agrigento, ed è membro dell'associazione I borghi più belli d'Italia.

## Amministrazione

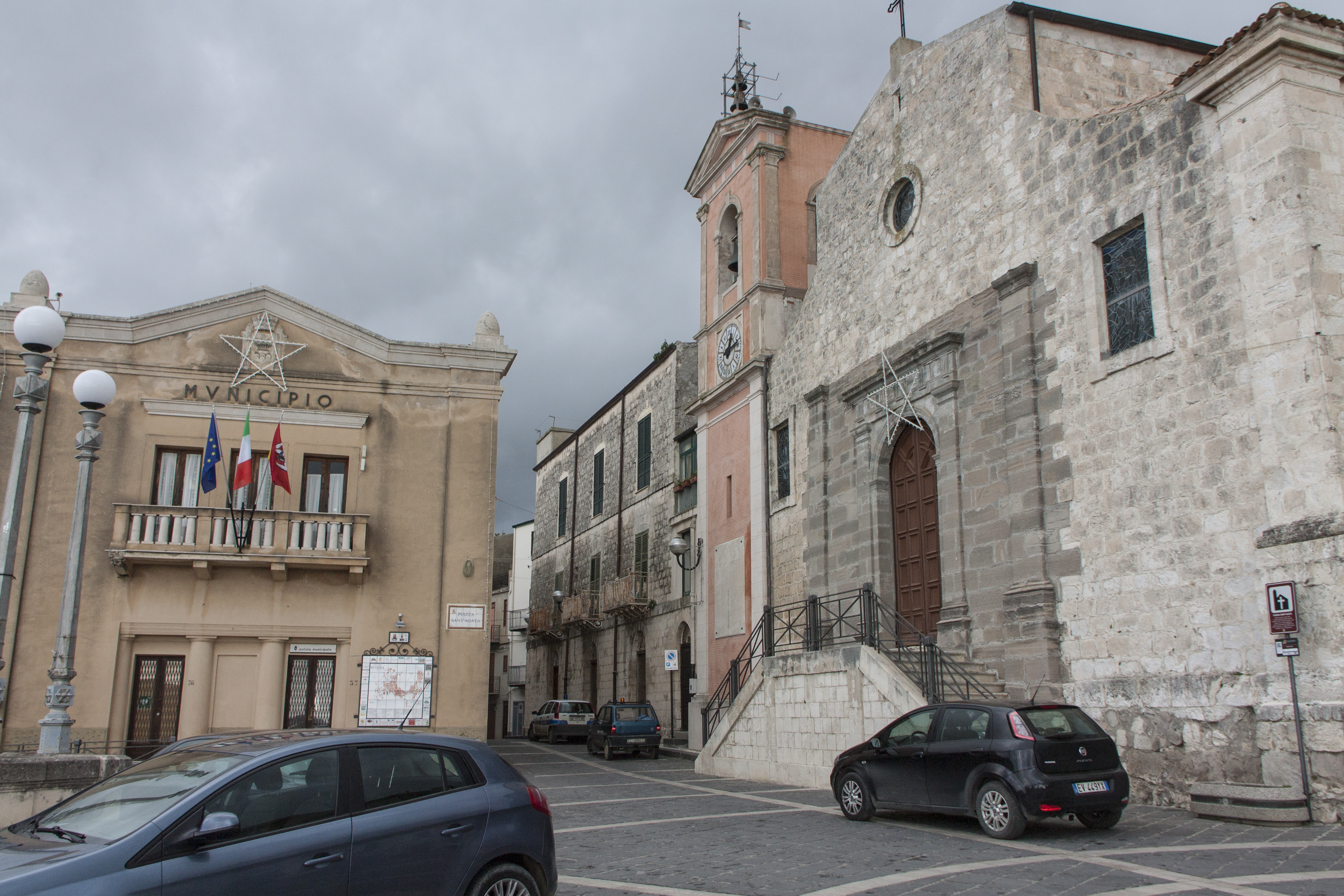
Municipio di Sutera

Di seguito è presentata una tabella relativa alle amministrazioni che si sono succedute in questo comune.
| Periodo          | Periodo         | Primo cittadino           | Partito                     | Carica  | Note   |
| ---------------- | --------------- | ------------------------- | --------------------------- | ------- | ------ |
| 18 dicembre 1987 | 16 maggio 1990  | Onofrio Mario Difrancesco | Partito Comunista Italiano  | Sindaco | [ 14 ] |
| 16 maggio 1990   | 5 dicembre 1992 | Giuseppe Grizzanti        | Democrazia Cristiana        | Sindaco | [ 14 ] |
| 16 dicembre 1992 | 13 giugno 1994  | Onofrio Vittorio Carruba  | Partito Socialista Italiano | Sindaco | [ 14 ] |
| 13 giugno 1994   | 25 maggio 1998  | Marco Carruba             | -                           | Sindaco | [ 14 ] |
| 25 maggio 1998   | 27 maggio 2003  | Marco Carruba             | -                           | Sindaco | [ 14 ] |
| 27 maggio 2003   | 17 giugno 2008  | Calogero Difrancesco      | lista civica                | Sindaco | [ 14 ] |
| 17 giugno 2008   | 11 giugno 2013  | Calogero Difrancesco      | lista civica                | Sindaco | [ 14 ] |
| 11 giugno 2013   | 11 giugno 2018  | Giuseppe Grizzanti        | lista civica                | Sindaco | [ 14 ] |
| 11 giugno 2018   | 30 maggio 2023  | Giuseppe Grizzanti        | lista civica                | Sindaco | [ 14 ] |
| 30 maggio 2023   | in carica       | Giuseppina Catania        | lista civica                | Sindaca | [ 14 ] |

### Gemellaggi
Sutera è gemellata con le seguenti città:
- Nola, dal 2008, per la comune devozione a san Paolino di Nola
- Broxbourne
- Dillingen/Saar, dal 2002